# セーラームーン・クリスマス
『セーラームーン・クリスマス』は、テレビアニメ「美少女戦士セーラームーンセーラースターズ」のマキシシングルである。1996年11月1日に日本コロムビアより発売。

## 概要
テレビアニメ『美少女戦士セーラームーンセーラースターズ』イメージソングのひとつ。タイトル曲は、クリスマスソング「セーラームーン・クリスマス」に収録。オリジナル・カラオケ付き。

## 曲目リスト
1. プロローグ [3:11]
声の出演：三石琴乃・久川綾・富沢美智恵・篠原恵美・深見梨加
脚本・構成：田神悠
（使用BGM：セーラームーン・クリスマス 〜インストバージョン〜／作曲：有澤孝紀、編曲：亀山耕一郎）
2. ポエム [3:49]
声の出演：三石琴乃・久川綾・富沢美智恵・篠原恵美・深見梨加
作・構成：田神悠
（使用BGM：セーラームーン・クリスマス 〜オルゴールバージョン〜／作曲：有澤孝紀、オルゴール編曲：亀山耕一郎）
3. セーラームーン・クリスマス [3:47]
歌：三石琴乃・久川綾・富沢美智恵・篠原恵美・深見梨加
作詞：武内直子 - 作曲：有澤孝紀 - 編曲：亀山耕一郎
4. セーラームーン・クリスマス（オリジナル・カラオケ） [3:46]